# Swea Township (comté de Kossuth, Iowa)
Swea Township est un township du comté de Kossuth en Iowa, aux États-Unis,.
Il est fondé en 1886 et colonisé initialement par des migrants suédois.

## Source de la traduction
- (en) Cet article est partiellement ou en totalité issu de l’article de Wikipédia en anglais intitulé « Swea Township, Kossuth County, Iowa » (voir la liste des auteurs).